# Castellar Guidobono
Castellar Guidobono (en el idioma piamontés Ël Castlà Guidbòu) es una comuna de la provincia de Alessandria, situada entre los ríos Grue y Curone, con pendientes extremas al pie de las colinas del valle de Curone.
Castellar Guidobono está ligada históricamente con el municipio de Tortona, ya que ambos poblados fueron gobernados bajo el feudo de Guidobono Cavalchini Monleale, de donde obtiene su nombre.

## Evolución demográfica
| Gráfica de evolución demográfica de Castellar Guidobono entre 1861 y 2001 |
|                                                                           |
| Fuente ISTAT - Gráfica elaborada por Wikipedia                            |